# Осада Бонна (1673)
Осада Бонна — осада немецкого города Бонна в 1673 году в рамках Голландской войны голландскими войсками. В 1673 году голландцы и их союзники, немцы и испанцы, перешли в контрнаступление и осадили Бонн, защищаемый французскими и кёльнскими войсками. Союзные войска захватили город после девяти дней осады.

## Осада
Бонн был крупным оплотом и столицей французских союзников из Кёльна. Император Леопольд I долго колебался, чью сторону принять в Голландской войне, в итоге французское завоевание немецких городов Везель, Райнберг, Эммерих и других толкнуло его к союзу с протестантской Голландией. После французского нападения на Испанские Нидерланды голландцы с союзе с испанцами начали неожиданное для французов контрнаступление и взяли курс на Бонн. После нескольких поражений французская армия слабела. В то же время войска из Нидерландов под командованием Вильгельма III, Испании и Священной Римской империи под командованием Раймунда Монтекукколи продвинулись к Бонну, чтобы отрезать французские маршруты поставок через Рейн и вывести Кёльн из войны.
Кёльнский курфюрст и архиепископ Максимилиан-Генрих бежал из своей столицы в Кёльн. 3 ноября 1673 года авангард имперских войск под командованием полковника Отто Энрико дель Каретто, маркиза ди Грана (ит.), подошел к Бонну, а 8 ноября начался обстрел города. Гарнизон Бонна под командованием полковника Дитриха фон Ландсберга (нем.) капитулировал 12 ноября. Солдаты гарнизона получили право почётно покинуть город с оружием и двумя пушками и уйти в Нойс. Новым комендантом Бонна стал маркиз ди Грана.

## Последствия
В результате завоевания Бонна курфюрст Кёльна и принц-епископ Мюнстера были вынуждены начать переговоры о мире с Нидерландами. 22 апреля 1674 года Мюнстер вышел из войны, а 11 мая 1674 года — и Кёльн. Франция не только потеряла двух союзников, но и больше не могла свободно перебрасывать свои войска и поставки по Рейну. Англия тоже была уже не в состоянии воевать с голландцами и начала мирные переговоры.